# Fjodor Litke
Fjodor Petrovitj Litke (även Lütke, ryska: Граф Фёдор Петрович Литке), född 28 (gamla stilen: 17) september 1797 i Sankt Petersburg, död där 28 (gamla stilen: 17) augusti 1882, var en rysk greve, amiral och geograf. Flera geografisk platser är namngivna efter Litke, däribland Litkedjupet.
Lütke deltog 1817-18 i en rysk världsomsegling under kapten Vasilij Golovnin och kartlade 1821-24 Novaja Zemljas kuster. Som marinkapten ledde han 1826-28 den fjärde ryska vetenskapliga världsomseglingen, som bland annat gjorde viktiga uppmätningar och upptäckter i Berings hav och i Stilla havet vid Karolinerna. Under denna resa samlades ett rikt etnologiskt och naturhistoriskt material samtidigt som en lång serie magnetiska observationer och pendelförsök utfördes.
Därefter verkade han inte längre aktivt som forskare, men fortsatte att verka för den geografiska vetenskapen, i synnerhet genom inrättandet av Kejserliga ryska geografiska sällskapet (1845), för vilket han var vicepresident i många år (han efterträddes 1873 av Pjotr Semjonov-Tian-Sjanskij). Åren 1864-82 var han president i Vetenskapsakademien i Sankt Petersburg. Han publicerade reseberättelser om Norra Ishavet 1821-24 (på tyska 1835) och jordomseglingen 1826-28 (på franska 1835-36).
År 1832 utnämndes till flygeladjutant och informator samt 1847 till kurator för storfurst Konstantin. Åren 1851-53 var han guvernör i Reval, därefter på Kronstadt, inträdde 1855 som amiral i riksrådet och fick 1863 grevlig värdighet.

## Utmärkelser
Asteroiden 5015 Litke är uppkallad efter honom.